# Libnotes omnifulva
Libnotes omnifulva är en tvåvingeart som först beskrevs av Alexander 1957.  Libnotes omnifulva ingår i släktet Libnotes och familjen småharkrankar.
Artens utbredningsområde är Zimbabwe. Inga underarter finns listade i Catalogue of Life.